# Endria inimicus
Endria inimicus är en insektsart som beskrevs av Thomas Say 1830. Endria inimicus ingår i släktet Endria och familjen dvärgstritar. Inga underarter finns listade i Catalogue of Life.